# مسیه ۵۳
مسیه ۵۳(به انگلیسی: Messier 53) یا ان‌جی‌سی ۵۰۲۴ یک خوشه ستاره‌ای کروی در صورت فلکی گیسو است که فاصله آن از زمین پنجاه وشش هزار سال نوری و قدر ظاهری آن ۸.۵ است.